# Bertoua
Bertoua é uma cidade dos Camarões capital da província de Leste. Bertoua é também a capital do departamento de Lom-et-Djerem.